# Retrocompatibilidad

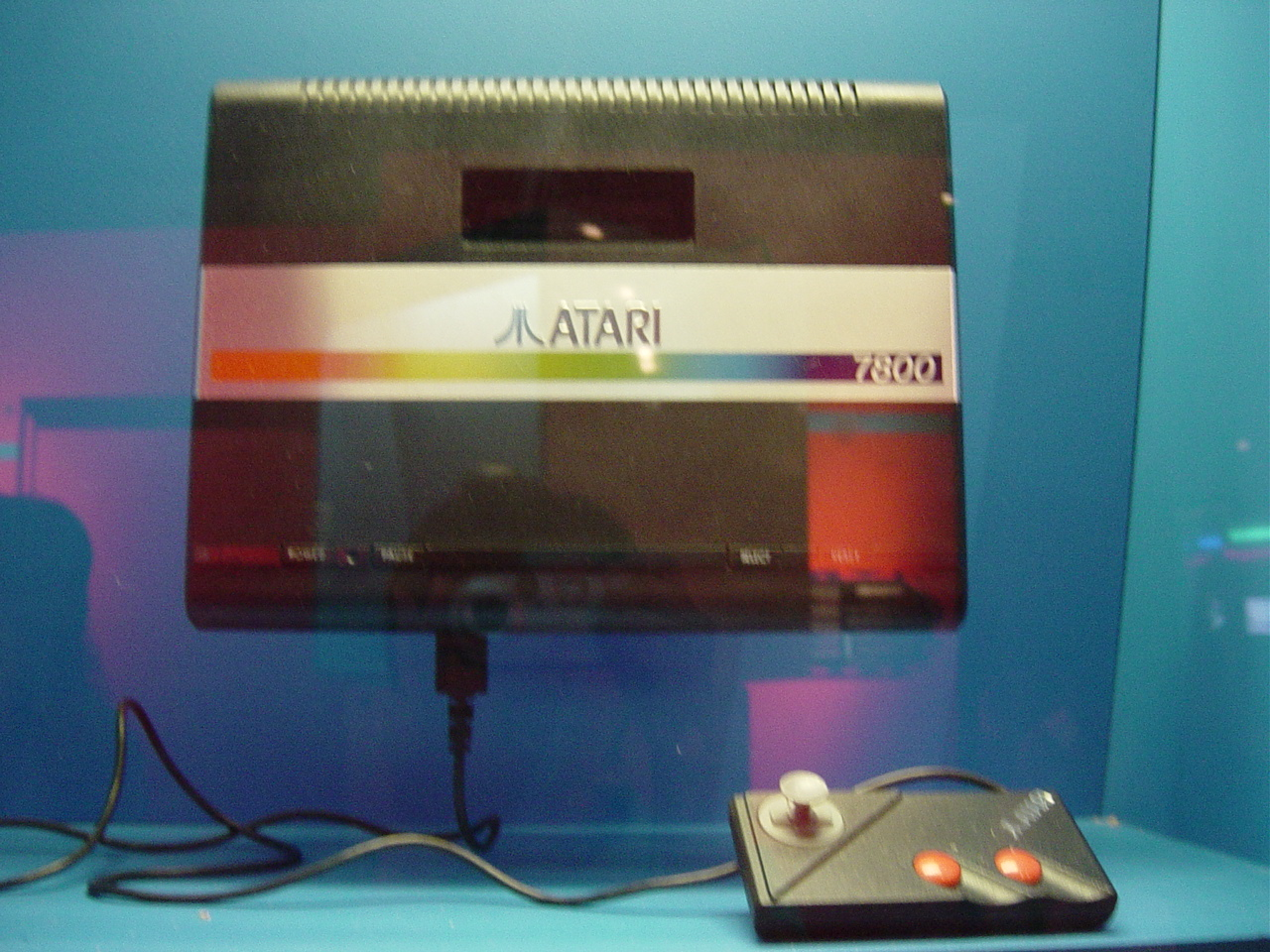
Consola Atari 7800, retrocompatible con Atari 2600.

En informática, la retrocompatibilidad, compatibilidad hacia atrás o compatibilidad regresiva (del inglés backward compatibility) es un concepto que, referido al software, indica la capacidad de una aplicación informática para utilizar datos creados con o pensados para versiones anteriores de ella misma, bien permitiendo abrirlos o incluso guardarlos con compatibilidad. El término también hace referencia a la capacidad de un sistema de permitir la ejecución o el uso de versiones del software anteriores a la actual.
Referido al hardware, representa la capacidad de ofrecer o soportar funcionalidad de versiones anteriores de un dispositivo.

## Ejemplos
- El sistema de transmisión NTSC en color fue diseñado por RCA para ser compatible con  aparatos de televisión NTSC en blanco y negro.
- La mayoría de las unidades de DVD son capaces de leer CD.
- La mayoría de los equipos Blu-ray también pueden reproducir DVD y CD estándar (aunque esta característica no es obligatoria en el estándar Blu-ray).
- Cada edición de la Game Boy era retrocompatible (menos Game Boy Micro), pudiendo jugar a todos los juegos diseñados para modelos anteriores. Igualmente, la Nintendo DS permite jugar a juegos de la Game Boy Advance.
- La Atari 7800 es retrocompatible con  juegos de Atari 2600
- La Super Nintendo usando el periférico Super Game Boy es retrocompatible con juegos de Game Boy
- La Gamecube usando el periférico Game Boy Player es retrocompatible con juegos  de Game Boy, Game Boy Color y Game Boy Advance.
- La Nintendo 3DS es retrocompatible tanto con juegos de la Nintendo DS o de los exclusivos para la consola Nintendo DSi ya que también cuenta con cámara integrada.
- La PlayStation 2 tiene retrocompatibilidad con los juegos de PlayStation.
- La Wii tiene retrocompatibilidad con los juegos y controles de su anterior consola Gamecube.
- La PlayStation 3 tiene retrocompatibilidad con juegos de PlayStation y PlayStation 2 (solo los modelos de 20GB, 60GB y algunos modelos de 80GB son retrocompatible con juegos de PS2).
- La Xbox 360 tiene retrocompatibilidad con juegos de la primera Xbox.
- La Wii U tiene retrocompatibilidad con los juegos y controles de su anterior consola Wii.
- La Xbox One tiene retrocompatibilidad con su anterior consola Xbox 360, pero eso sí, no todos los juegos del Xbox 360 son retrocompatibles, ya que Microsoft aclaró que irían anunciando juegos retrocompatibles en el futuro[1] (actualmente ya hay más de 100 títulos retrocompatibles). En la E3 2017 en la conferencia de Microsoft, Phil Spencer, uno de los principales pilares de la compañía anunció que la Xbox One también incluiría retrocompatibilidad con juegos de la primera Xbox, pero al igual que la Xbox 360, no todos los juegos son retrocompatibles (actualmente hay cientos de títulos retrocompatibles de la primera Xbox y mejorados técnicamente de forma gratuita).
- La PlayStation 5 tiene retrocompatibilidad con el 99% de los juegos de PlayStation 4.[2]
- La Xbox Series X tiene retrocompatibilidad con el 99% de los juegos de Xbox One, con más de 600 juegos de Xbox 360 y más de 50 juegos de Xbox. Muchos de ellos con mejoras gráficas hasta 4K. También tienen la tecnología FPS Boost en más de 100 títulos para obtener hasta 120fps.[3]
- La nueva  Nintendo Switch 2 tiene retrocompatibilidad con algunos juegos de Nintendo Switch[4]